# Una comedia romántica
Una Comedia Romántica es el tercer álbum de estudio de la banda argentina Valentín y los Volcanes.   Fue lanzado a la venta en Spotify, Itunes, Amazon, Deezer y Bandcamp  el 20 de diciembre de 2015 en descarga digital y será publicado en formato físico en marzo de 2016.
El álbum fue lanzado bajo el sello discográfico Triple RRR. Musicalmente, Jo Goyeneche definió Una Comedia Romántica como «un disco mucho más clásico [...] con una influencia emocional fuerte del rock nacional, y de la canción romántica.» El álbum incluye principalmente el género rock, presenta además influencias fuertes de géneros como el rock alternativo y el rock argentino. Fue presentado en vivo en el Ciudad Cultural Konex el 11 de junio del 2016.

## Composición y producción
El álbum fue grabado entre julio y agosto de 2015, producido por Tweety Gonzalez, Ulises Butrón y Valentín y los Volcanes, grabado y mezclado por Tweety Gonzalez junto a la colaboración de Pablo El "Nono" Di Peco.
El long play fue registrado y mezclado íntegramente en El Pie, estudio ubicado en Villa Urquiza.
El máster fue realizado en octubre de 2015 por Andrés Mayo en su estudio Mastering & Audio Post, situado en el barrio porteño de Florida. 
Durante una entrevista, Jo Goyeneche, que en 2013 se había mudado a una casa en ruinas junto al bajista Francisco de la Canal, y en la que no había más que un perro y muchos discos de rock nacional, detalló la forma y contexto en que las canciones fueron compuestas: "[Jo Goyeneche]: Teníamos las heladeras vacías, los armarios vacíos, pero había música sonando todo el tiempo […] armamos una sala en una vieja biblioteca, disponible a cualquier hora […] nos despertábamos y tras esquivar a los borrachos que habían dormido ahí esa noche nos poníamos a tocar […]" Unos meses después, Nicolás Kosinski se instaló en la casa lindera y de ese modo la mitad de la Valentín y los Volcanes se encontró en la misma cuadra del mismo barrio platense: "[Jo Goyeneche]: Fue un año de componer muchas canciones bajo la influencia de esa casa, de esa música y de esa dinámica"" 
La banda se había retirado del contacto continuo y letal del circuito para componer desde una nueva perspectiva.'

## Repercusiones
La revista Rolling Stones califica el disco como excelente, otorgándole 4/5 estrellas. 
 El portal INDIEHOY calificó memorables los estribillos del disco 

## Lista de canciones
| Una Comedia Romántica |                                  |              |          |  |
| N.º                   | Título                           | Escritor(es) | Duración |  |
| 1.                    | «La Tumba de los Rolling Stones» | J. Goyeneche | 2:48     |  |
| 2.                    | «El salto de Sofía»              | J. Goyeneche | 3:05     |  |
| 3.                    | «Sonábulos»                      | J. Goyeneche | 3:44     |  |
| 4.                    | «Decís»                          | J. Goyeneche | 2:51     |  |
| 5.                    | «Costanera»                      | J. Goyeneche | 3:18     |  |
| 6.                    | «Tantas Flores»                  | J. Goyeneche | 3:33     |  |
| 7.                    | «Los Nuevos»                     | J. Goyeneche | 3:55     |  |
| 8.                    | «El Tonto»                       | J. Goyeneche | 3:23     |  |
| 9.                    | «Golpea lo que Encuentra»        | J. Goyeneche | 2:24     |  |
| 10.                   | «Películas»                      | J. Goyeneche | 4:00     |  |
| 33:05                 |                                  |              |          |  |

## Músicos y personal

### Músicos
- Jo Goyeneche - voz/guitarra
- Facundo Baigorri - batería/guitarra/coros
- Nicolás Kosinski - guitarra
- Pablo Perazzo - piano/rhode/hammond b3
- Francisco de la Canal - bajo
- Ulises Butrón - guitarra en «El salto de Sofía», «Sonábulos» y «Tantas Flores»[5]

### Personal
Créditos por Una Comedia Romántica:
- Productores - Tweety Gonzalez, Valentín y los Volcanes
- Mezcla - Tweety Gonzalez
- Ingeniero de grabación y mezcla - Tweety Gonzalez, Pablo el "Nono" Di Peco
- Asistentes de grabación - Pastorino, Santiago Vrljicak
- Masterización - Andrés Mayo
- Guitar Doctor - Ulises Butrón
- Drum Doctor - Juan Manuel Baigorri
- Realización ejecutiva - Bernardo Diman Menéndez